# Пейтс, Колин
Колин Джордж Пейтс (англ. Colin George Pates; род. 10 августа 1961 года в Лондоне, Англия) — футболист и тренер, защитник, посвятивший большую часть игровой карьеры клубу «Челси».

## Карьера
Пейтс начал профессиональную карьеру в лондонском «Челси». Дебютировал за клуб в 1979 году в возрасте 18 лет в матче против «Лейтон Ориент», где «аристократы» разгромили соперника со счётом 7:3. В начале 80-х годов, когда «синие» находились в числе середняков второго дивизиона, Колин выводил команду на игры в качестве капитана. В 1988 году, неожиданно для болельщиков клуба, Колин был продан в «Чарльтон Атлетик» за £400000 Двумя годами позже, в январе 1990 года, Пейтс перешёл в «Арсенал». Сумма трансфера составила £500000. Несмотря на то, что он находился в составе «канониров» в победном для них сезоне 1990/91, золотую медаль Колин не получил, так как вышел на поле лишь в одном матче, а большую часть сезона провёл в аренде в «Брайтон энд Хоув Альбион», куда и перебрался на постоянный контракт в 1993 году.
После травмы колена Пейтс некоторое время ещё выходил на поле в качестве играющего тренера «Кроли Таун». После ухода оттуда вновь ненадолго возобновил карьеру футболиста в «Ромфорде». А в 1997, завершив игровую карьеру, принял тренерский пост в клубе «Уингейт энд Финчли», который занимал в течение одного сезона.

## Награды

### В качестве игрока
Челси
- Второй дивизион Футбольной лиги:  1983/84
- Кубок полноправных членов: 1986